# Jean de la Valette

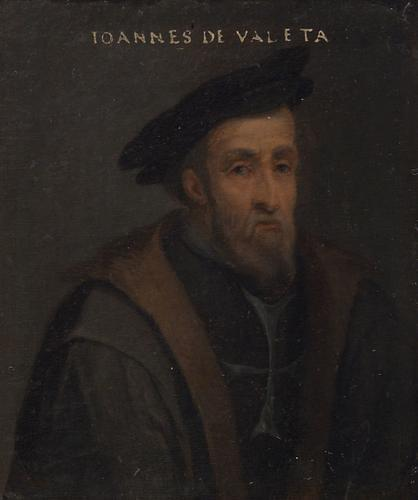
Jean de la Valette

Großmeisterwappen von Jean de la Valette

Jean de la Valette, auch Jean Parisot de La Valette (* 1494 in Parisot, heute im Département Tarn-et-Garonne, Frankreich; † 21. August 1568 in Birgu, Malta), war von 1557 bis zu seinem Tod der 49. Großmeister des Malteserordens und Begründer der heutigen Hauptstadt Maltas, Valletta.

## Leben

### Frühes Leben
Valette stammte aus einer in der Rouergue in Frankreich ansässigen adligen Familie. Mit zwanzig Jahren entschloss er sich, dem Johanniterorden beizutreten, der zu dieser Zeit noch auf der Mittelmeerinsel Rhodos ansässig war. Er wurde Großprior von St. Gilles in der Zunge der Provence. 1541 wurde er bei einem Seegefecht mit einer osmanischen Flotte schwer verwundet und gefangen genommen und erlitt ein Jahr lang das Los eines Galeerensklaven, ehe er im Rahmen eines Gefangenenaustausches, den der deutsche Großprior Georg Schilling von Canstatt durch die Gefangennahme eines hochrangigen Gegners ermöglicht hatte, wieder freikam.

### Aufstieg zum Großmeister
In den folgenden Jahren durchlief Valette fast alle wichtigen Ämter des Ordens. So übernahm er unter anderem den schwierigen Posten des Gouverneurs von Tripolis, was allerdings auch eine Art von Strafexil war, da er wiederholt gegen Ordensregeln verstoßen hatte. Dank seiner militärischen Fähigkeiten stieg er 1554 zum Admiral der Ordensflotte auf, ein Posten, der eigentlich italienischen Ordensrittern vorbehalten war.
1557 wurde er 63-jährig einstimmig zum Großmeister des Ordens, der seinen Sitz jetzt auf Malta hatte, gewählt. Sogleich stellte er sein ausgeprägtes Gerechtigkeitsgefühl mit der Begnadigung des vom ehemaligen Großmeister Jean de Homedes zu Unrecht wegen des Verlustes von Tripolis angeklagten und eingekerkerten Gaspard de Vallier unter Beweis. Danach machte er sich daran, die Unabhängigkeit des Ordens zu stärken, indem er den spanischen König Philipp II. veranlasste, dem Malteserorden die Zuständigkeit in Lehnsstreitigkeiten zuzubilligen. Beim Vizekönig von Sizilien setzte er durch, dass der Orden künftig nicht mehr um Belehnung nachsuchen musste. Außerdem erreichte er, dass die Rechte und Privilegien, die bisher für den maltesischen Adel galten, auch auf den Orden übertragen wurden.

### Abwehr der Türken
Zu seiner schwierigsten Aufgabe wurden die Vorbereitungen zur Abwehr des sich abzeichnenden Türkenangriffs. Dieser begann am 18. Mai 1565 mit einer 40.000 Mann starken Invasionsstreitmacht unter Admiral Piyale Pascha und General Mustafa Pascha. Valettes taktisches Geschick und seine militärische Erfahrung verhinderten die Einnahme Maltas, und am 8. September 1565 gaben die Türken die Belagerung auf. Valette hatte sich zum Schluss auf die Verteidigung Birgus konzentriert, wo er die maltesischen Truppen zusammengezogen und die Brücke zum Fort St. Angelo gesprengt hatte. „Es gibt kein Zurück, nur Sieg oder Tod!“ soll er gesagt haben. Als die Mauer bei der St.-Michaels-Bastion teilweise einstürzte und Angreifer in Scharen eindrangen, soll der damals schon über 70-jährige Valette persönlich den Gegenangriff geführt haben. Die Ritter und Verbündeten des Ordens waren durch diese Tat so motiviert und die angreifenden Türken gleichermaßen geschockt und entmutigt, dass der Angriff erfolgreich abgewehrt und die Bresche wieder geschlossen werden konnte. Die St. Michaels-Bastion (Senglea) kann man heute besichtigen.
Nach diesem grandiosen Sieg trug ihm Papst Pius V. die Kardinalswürde an, doch Valette lehnte ab.

### Gründung von Valletta und Tod

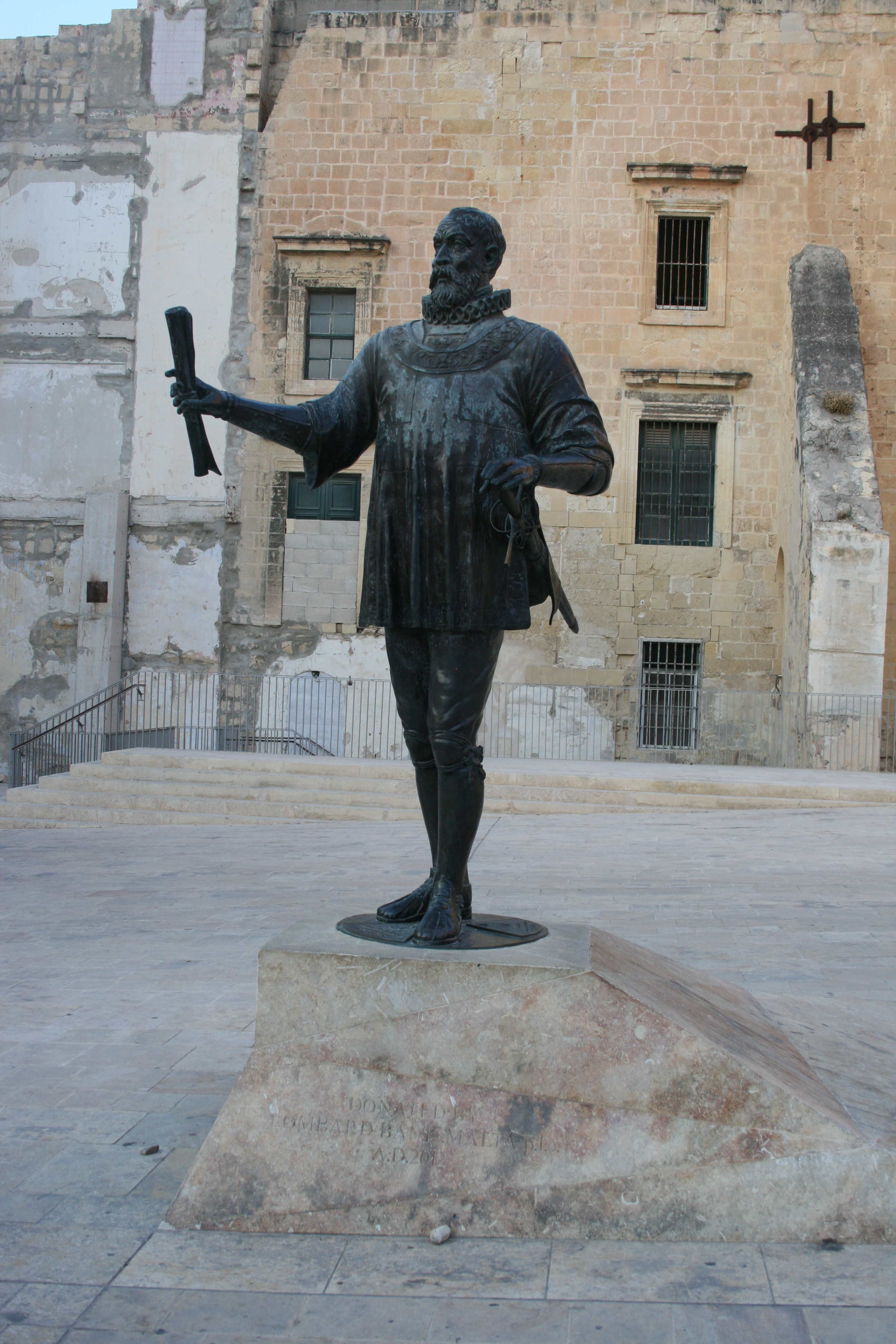
Denkmal für Jean de la Valette in Valletta

Am 28. März 1566 legte er den Grundstein für Maltas künftige Hauptstadt, die nach ihrer Fertigstellung 1571 seinen Namen erhielt. Jean Parisot de la Valette war zu diesem Zeitpunkt bereits tot; er war am 21. August 1568 während des Gebetes im Fort St. Angelo in Birgu gestorben. Heute glaubt man, dass er nach einem Jagdtag einem Hitzschlag erlegen ist. Er wurde in der Ordenskirche von Birgu beigesetzt. Später wurden seine Gebeine in die St. John’s Co-Cathedral von Valletta umgebettet. Auf seinem Grabmal steht die Inschrift: „Er war der Schutzschild Europas“.